# تريفاروتين
تريفاروتين(Trifarotene )، الذي يباع تحت الإسم التجاري أكليف( Aklief )، هو دواء يستخدم لعلاج حب الشباب .  و يطبق على الجلد على شكل كريم.  كما يمكن استخدام المرطب أيضا للمساعدة في منع تهيج الجلد. 
تشمل الآثار الجانبية الشائعة له على؛ الحكة و التهيج و التعرض لحروق الشمس بسهولة.  هناك مخاوف من أن الاستخدام أثناء الحمل قد يضر الجنين.  و هو ريتينويد؛ على وجه التحديد، ناهض مستقبلات حمض الريتينويك الانتقائي (RAR) من الجيل الرابع.  
تمت الموافقة عليه للاستخدام الطبي في الولايات المتحدة و كندا و أوروبا في عام 2019.   في الولايات المتحدة، تبلغ تكلفة أنبوب 45 جرامًا حوالي 575 دولارًا أمريكيًا اعتبارًا من عام 2021. 